# Essigny-le-Petit
Essigny-le-Petit är en kommun i departementet Aisne i regionen Hauts-de-France i norra Frankrike. Kommunen ligger  i kantonen Saint-Quentin-Nord som ligger i arrondissementet Saint-Quentin. År 2022 hade Essigny-le-Petit 351 invånare.

## Befolkningsutveckling
Antalet invånare i kommunen Essigny-le-Petit
Referens: INSEE